# Invasió russa de Prússia Oriental
La invasió russa de Prússia Oriental va ser un acte de guerra de la Primera Guerra Mundial que va tenir lloc al front oriental entre agost i setembre de 1914.

## L'ofensiva
El 17 d'agost de 1914, molt poc després de desencadenar-se les hostilitats entre Rússia i Alemanya, l'exèrcit rus havia iniciat la invasió dels territoris alemanys de la Prússia Oriental. El pla rus consistia en una penetració pel nord-est del I exèrcit de Paul von Rennenkampf, amb l'objectiu de capturar la ciutat alemanya de Königsberg i finalment enllaçar, en un moviment de pinça, amb el II exèrcit sota el comandament d'Aleksandr Samsónov, que havia de penetrar pel sud-oest. Això suposaria l'ocupació completa de tot el territori prussià oriental, escurçant notablement el front en benefici de Rússia, que veuria alleugerida qualsevol possible pressió de les potències centrals cap a Polònia i Varsòvia.
Tal com preveia el pla Schlieffen, els alemanys van iniciar la guerra establint a l'est únicament un feble cordó defensiu, ja que la major part de les tropes alemanyes havien estat desplegades al front occidental, amb la intenció de derrotar ràpidament als exèrcits francesos, per a després encaminar-se cap al front oriental i acabar amb els exèrcits russos. No obstant això, el general Hermann von François, comandant en cap del 1r cos d'exèrcit, pertanyent al VIII exèrcit alemany, estava convençut que les seves tropes, amb un millor entrenament i més ben equipades que les tropes russes, es trobaven en una situació idònia per alentir, o fins i tot paralitzar definitivament, l'avenç de les tropes russes de Rennenkampf. El 17 d'agost, von François es va enfrontar als russos malgrat que això contravenia les instruccions que havia rebut de Maximilian von Prittwitz, el comandant en cap del VIII Exèrcit alemany, que consistien a iniciar la retirada més enllà del Vístula si els russos exercien pressió sobre el seu front de batalla. Quan Prittwitz va tenir coneixement que von François havia entaulat combat amb les tropes russes, li va enviar un emissari per ordenar-li trencar el contacte amb Rennenkampf i retirar-se a la rereguarda alemanya, però la situació a la batalla de Stallupönen no permetia la retirada sense arriscar-se a una desbandada general i, de tota manera tampoc no tenia la més mínima intenció de respectar les ordres rebudes. Quan encara el resultat de la batalla era incert, von François va llançar una ofensiva de gran envergadura en tota la línia de batalla, que aconseguí trencar les línies russes i infligir-los una greu derrota, amb unes 5.000 baixes i 3.000 presoners mentre les tropes russes retrocedien cap a l'altre costat de la frontera per reorganitzar-se, von François va obeir finalment les ordres de Prittwitz i es va retirar uns 20 quilòmetres cap a l'oest, prenent posicions als voltants de Gumbinnen.
Conscient Samsónov avançava cap al nord des de Polònia per enllaçar amb Rennenkampf, Prittwitz va decidir atacar les tropes del I exèrcit, que avançava cap a l'est en un front d'avenç de 55 km d'amplitud, a la primera oportunitat que es presentés. Els alemanys disposaven de 150.000 homes davant una força russa de 200.000. Després d'haver assignat un cos d'exèrcit per cobrir la rereguarda davant de l'avenç de les tropes de Samsónov, Prittwitz va formar tres cossos reforçats amb una divisió suplementària de cavalleria, en una línia al sud de Gumbinnen, aproximadament 40 km a l'interior de la frontera de la Prússia Oriental. L'ofensiva la desencadenà von François i August von Mackensen en el centre i el general Otto von Below al sud no van assolir la seva plena capacitat de combat fins a quatre i vuit hores després que von François llancés el seu atac, i la divisió addicional despatxada per Maximilian von Prittwitz va arribar massa tard com per tenir alguna participació en la batalla. Rennenkampf defensà les seves posicions però el seu flanc dret s'enfonsà cap a migdia, després d'haver esgotat les municions, i fou perseguit per von François durant 8 km. Aquesta ruptura seguida de penetració va esperonar a Mackensen per llançar el seu propi atac quan el seu cos va estar llest, cap a les 8.00 i posteriorment von Below inicià el seu atac cap a les 12.00. No obstant això, les restes del I exèrcit rus, alertades per l'atac precedent de François, van desplegar eficaçment la seva artilleria pesant al front i provocaren nombroses baixes entre les tropes de Mackensen i Below, tan fortes que es veieren obligades a retirar-se en desordre uns 24 km. François, conscient que el front alemany s'enfonsava en el centre i el sud, es va veure igualment obligat a ordenar la retirada per no quedar aïllat. En el desordre subsegüent, els russos van fer 6.000 presoners alemanys. Enmig d'un atac de pànic causat per l'eficàcia del contraatac rus, i tement que el II exèrcit de Samsónov s'unís al I exèrcit de Rennenkampf per envoltar el VIII exèrcit alemany, malgrat la falta aparent d'interès de Rennenkampf per perseguir els alemanys, Prittwitz va ordenar la retirada general cap al riu Vístula cedint de la totalitat de Prússia Oriental a l'exèrcit rus. Tret de l'habitual agressivitat de von François, l'atac alemany no es realitzà amb cap tàctica especialment nova, es desenvolupà sense un bombardeig previ adequat i les tropes atacaren directament en línia, amb una tàctica no gaire diferent de l'estil del segle XIX.
Helmuth von Moltke, el cap de l'Estat Major alemany, enfurismat per la decisió de retirada de Prússia Oriental, va cridar Prittwitz i el seu segon, Georg von Waldersee, a Berlín per destituir-los dels seus càrrecs. Fent tornar del seu retir a Paul von Hindenburg, Moltke el va nomenar per a assumir el comandament del VIII exèrcit, i li assignà com a cap d'Estat Major Erich Ludendorff, que acabava de destacar al front occidental amb la presa de la ciutat belga de Lieja. La retirada cap al Vístula no havia estat completada quan Hindenburg va arribar a la zona el 23 d'agost per prendre possessió del seu càrrec. Després de consultes amb Ludendorff i amb el coronel Max Hoffman, segon cap d'operacions, Hindenburg va aconseguir aturar la retirada i va decidir reunir les seves tropes per llançar una ofensiva contra el II exèrcit rus de Samsónov que pujava des del sud. Per a això va traslladar cap al sud-oest bona part de les divisions que estaven concentrades a la zona nord-est, davant del I exèrcit rus de Paul von Rennenkampf, que avançava molt lentament per un territori plagat de boscos i petits llacs que facilitaven la defensa i no representava una amenaça immediata; tot i així el pla era arriscat, ja que si Rennenkampf descobria la situació podia intentar avançar ràpidament cap a Königsberg, que quedava poc protegit. En qualsevol cas, utilitzant la línia ferroviària transversal, Hoffmann aconseguí dur ràpidament una gran quantitat de tropes a pocs quilòmetres de l'exèrcit de Samsónov.
Els russos, per la seva banda, estaven ja molt allunyats de les terminals ferroviàries i la seva capacitat de moviment quedava limitada. Samsónov, que tenia una llarga enemistat amb Rennenkampf, es dirigí cap al nord-oest per intentar tallar la retirada de Prittwitz, en comptes de mantenir el contacte amb el I exèrcit de Rennenkampf, sense adonar-se que els alemanys ja estaven preparant un contraatac. Els alemanys van d'haver de transferir tres cossos d'exèrcit del front occidental al front oriental per a reforçar-lo, afeblint d'aquesta manera l'exèrcit que estava dedicar a la gran ofensiva en França, i que va promoure l'èxit francès en la primera batalla del Marne, però després de la victòria a la Batalla de Tannenberg entre el 25 d'agost i el 30 d'agost de 1914, el VIII exèrcit alemany només s'havia d'enfrontar al I exèrcit rus, que després de les maniobres per intentar ajudar Samsónov, havia quedat en una posició força vulnerable. En una sèrie de batalles posteriors, especialment la primera batalla dels llacs Masurians, el I exèrcit també fou destruït quasi completament i les restes hagueren de tornar a travessar la frontera. D'aquesta manera finalitzava l'ofensiva inicial russa per envair la Prússia Oriental. El resultat espectacular de la batalla convertí Hindenburg i Ludendorff en herois nacionals i els propulsà cap a una carrera meteòrica que els duria a dur les regnes de tota l'estratègia de les potències centrals durant la segona meitat de la guerra, amb una autoritat que ni tan sols Guillem II gosava contradir. Per a Rússia la batalla fou un cop dur, però aconseguí suplir les pèrdues humanes i materials amb rapidesa i, malgrat la posterior derrota de Rennenkampf amb el I exèrcit, encara representaria una amenaça per a les fronteres alemanyes durant dos anys més.